# جامعهٔ اسیر: بسیج و کنترل اجتماعی در ایران
کتاب جامعهٔ اسیر: بسیج و کنترل اجتماعی در ایران نوشتهٔ سعید گلکار است که در خرداد ۱۳۹۴ توسط انتشارات مرکز وودرو ویلسون و انتشارات دانشگاه کلمبیا منتشر شده است. این کتاب نخستین تحلیل متمرکز و عمیق از سازمان شبه‌نظامی برجستهٔ ایران، یعنی بسیج، را ارائه می‌دهد - سازمانی که با سرکوب مخالفان، رأی‌ دادن جمعی، و القای ایدئولوژی به شهروندان ایرانی، نقش مهمی در حفظ نظم و کنترل اجتماعی در جمهوری اسلامی ایفا می‌کند.
گلکار در کتاب خود از منابع فراوانی بهره می‌گیرد، هم از منابع منتشرشده و هم منتشرنشده؛ از اسناد رسمی مانند نشریات بسیج و سپاه پاسداران انقلاب اسلامی گرفته تا ارتباطات غیررسمی خود با اعضای بسیج. این کتاب هشدار می‌دهد که قدرت بسیج در ایران منجر به شکل‌گیری یک «جامعهٔ اسیر» شده است - جامعه‌ای که بر پایهٔ ترسی شبه‌نظامی و سازمان‌یافته اداره می‌شود.
سعید گلکار دانشیار گروه علوم سیاسی و خدمات عمومی در دانشگاه تنسی در چاتانوگا است. همزمان، او عضو ارشد در شورای شیکاگو برای امور جهانی (Chicago Council on Global Affairs) و مؤسسهٔ تونی بلر برای تغییر جهانی در بریتانیا است. گلکار در سال ۲۰۰۸ دکترای علوم سیاسی خود را از دانشگاه تهران دریافت کرد. او همچنین دورهٔ فوق‌دکترای خود را در دانشگاه استنفورد گذرانده و در دانشگاه نورث‌وسترن نیز به تحقیق و تدریس پرداخته است. افزون بر این، وی پژوهشگر مهمان در بنیاد ملی برای و مرکز بین‌المللی پژوهشگران وودرو ویلسون نیز بوده است.
این کتاب به عنوان یکی از بهترین کتاب های حوزه حقوق بشر در سال ۱۴۰۴ برگزیده شد. نشریه Foreign Affairs journal نیز از آن با عنوان یک «بازنمایی ماهرانه» یاد کرده است. روزنامه گاردین نیز به بررسی این اثر پرداخته و آن را با تیتر: «كتاب جدید در بارهٔ بسیج ، چگونگی تسلط جناح تندروی ایران بر کشور را توضیح می‌دهد» معرفی کرده است.